# Мирошниково
Миро́шниково (до 1948 года Дже́йлав, Джайла́в; укр. Мирошникове, крымскотат. Caylav, Джайлав) — исчезнувшее село в Ленинском районе Республики Крым, располагавшееся на севере района и Керченского полуострова, примерно в 6,5 км к северо-востоку от современного села Чистополье.

## История
Впервые в доступных источниках селение встречается в «Ведомости о казённых волостях Таврической губернии 1829 года», согласно которой Джайлав отнесли к Чурубашской волости (переименованной из Аккозской). На карте 1836 года в деревне 22 двора, как и на карте 1842 года.
В 1860-х годах, после земской реформы Александра II, деревню приписали к Сарайминской волости. Согласно «Списку населённых мест Таврической губернии по сведениям 1864 года», составленному по результатам VIII ревизии 1864 года, Джайлав — владельческая татарская деревня с 11 дворами и 24 жителями при колодцах. На трёхверстовой карте Шуберта 1865—1876 года в деревне Джайлав обозначено 18 дворов. По «Памятной книге Таврической губернии 1889 года», по результатам Х ревизии 1887 года, в деревнях Джайлав и Культебе вместе числилось 63 двора и 372 жителя. По «…Памятной книжке Таврической губернии на 1892 год» в безземельной деревне Джайлав, не входившей ни в одно сельское общество, числилось 158 жителей, домохозяйств не имеющих. На верстовой карте Крыма 1896—1926 года в селении обозначено 42 двора с русско-татарским населением. По «…Памятной книжке Таврической губернии на 1902 год» в деревне Джайлав, входившей в Ново-Александровское сельское общество, числилось 250 жителей, домохозяйств не имеющих. На 1902 год в деревне работал фельдшер. По Статистическому справочнику Таврической губернии. Ч.II-я. Статистический очерк, выпуск пятый Феодосийский уезд, 1915 год, в деревне Джайлав Сарайминской волости Феодосийского уезда числилось 35 дворов с татарским населением в количестве 222 человек только «посторонних» жителей.
После установления в Крыму Советской власти, по постановлению Крымревкома, 25 декабря 1920 года из Феодосийского уезда был выделен Керченский (степной) уезд, а, постановлением ревкома № 206 «Об изменении административных границ» от 8 января 1921 года была упразднена волостная система и в составе Керченского уезда был создан Керченский район в который вошло село (в 1922 году уезды получили название округов. 11 октября 1923 года, согласно постановлению ВЦИК, в административное деление Крымской АССР были внесены изменения, в результате которых округа были отменены и основной административной единицей стал Керченский район в который вошло село. Согласно Списку населённых пунктов Крымской АССР по Всесоюзной переписи 17 декабря 1926 года, в селе Джайлав, Маяк-Салынского сельсовета Керченского района, числилось 80 дворов, из них 79 крестьянских, население составляло 299 человек, из них 200 украинцев, 86 татар, 38 русских, 29 белорусов, 1 болгарин и 1 грек, действовала русская школа I ступени (пятилетка). Постановлением ВЦИК «О реорганизации сети районов Крымской АССР» от 30 октября 1930 года (по другим сведениям 15 сентября 1931 года) Керченский район упразднили и село включили в состав Ленинского, а, с образованием в 1935 году Маяк-Салынского района (переименованного 14 декабря 1944 года в Приморский) — в состав нового района. По данным всесоюзная перепись населения 1939 года в селе проживало 573 человека. На подробной карте РККА Керченского полуострова 1941 года в селе обозначено 82 двора и сельсовет. Указом Президиума Верховного Совета РСФСР от 7 марта 1941 года Джайлавский сельсовет был упразднён.
В 1944 году, после освобождения Крыма от фашистов, согласно постановлению ГКО № 5859 от 11 мая 1944 год]а, 18 мая крымские татары были депортированы в Среднюю Азию. 12 августа 1944 года было принято постановление № ГОКО-6372с «О переселении колхозников в районы Крыма» и в сентябре того же года в район приехали первые новоселы 204 семьи из Тамбовской области, а в начале 1950-х годов последовала вторая волна переселенцев из различных областей Украины. С 25 июня 1946 года селение в составе Крымской области РСФСР. Указом Президиума Верховного Совета РСФСР от 18 мая 1948 года, Джайлав переименовали в Мирошниково. Село получило название в память о Герое Советского Союза, капитане 318-й стрелковой дивизии 18-й армии Андрее Мирошнике, погибшем 27 января 1944 года при освобождении Крыма. 26 апреля 1954 года Крымская область была передана из состава РСФСР в состав УССР. Исключено из учётных данных в 1958 году (вероятно, в связи с созданием Багеровского полигона); согласно справочнику «Крымская область. Административно-территориальное деление на 1 января 1968 года» — в период с 1954 по 1968 год, как посёлок Багеровского поссовета.

### Динамика численности населения
| - 1864 год — 24 чел. - 1889 год — 372 чел. - 1892 год — 158 чел. - 1902 год — 250 чел. | - 1915 год — 0/222 чел. - 1926 год — 229 чел. - 1939 год — 573 чел. |